# Pheosia leonis
Pheosia leonis är en fjärilsart som beskrevs av Hans Ferdinand Emil Julius Stichel 1900. Pheosia leonis ingår i släktet Pheosia och familjen tandspinnare. Inga underarter finns listade i Catalogue of Life.